# Klassenpartei
Die Klassenpartei als Parteityp kennzeichnet eine Partei, die die Interessen einer bestimmten gesellschaftlichen Klasse vertritt und aus dieser auch die Mehrheit ihrer Mitglieder rekrutiert.

## Geschichte
In der Geschichte der politischen Parteien entstanden Klassenparteien vor allem als Arbeiterparteien im 19. Jahrhundert. Sie wurden mit dem Ziel gegründet, politische Macht zur Durchsetzung der Interessen der Arbeiterklasse zu erringen.
Nach dem Zweiten Weltkrieg wich der Parteitypus der Klassenpartei in den westlichen Industriegesellschaften zunehmend dem der Volkspartei. Dieser Wandel vollzog sich zum einen durch das erfolgreiche Auftreten neuer Parteien, zum anderen durch einen Wandel der vormaligen Klassenparteien im Hinblick auf die vertretenen politischen Ziele sowie auf die Wähler- und Mitgliederschaft.

## Bedeutung
Als Massenparteien spielten die wähler- und mitgliederstarken Klassenparteien im 19. und 20. Jahrhundert eine bedeutende Rolle bei der Ausweitung der demokratischen Partizipationsrechte und bei der Integration vormals von der politischen Herrschaft ausgeschlossener Klassen in das politische System.